# 瘋人院影業作品列表
此表列出疯人院影业出品的電影及電視作品。

## 1990年代至2000年代
| 年份 | 標題                                        | 導演                                                  | 附註                                                                                               | 惡搞或改編對象                       |
| ---- | ------------------------------------------- | ----------------------------------------------------- | -------------------------------------------------------------------------------------------------- | ------------------------------------ |
| 1999 | 《鳳仙花》                                  | 凱莉·格林                                             | 該公司的首部長片。                                                                                 | 不適用                               |
| 2001 | 《朗蒂尼亞姆》                              | 麥克·賓德爾                                           | 或稱為《Londinium》。                                                                              | 不適用                               |
| 2002 | 《稻草人》                                  | 伊曼紐爾·伊提（Emmanuel Itier）                       | | 不適用                               |
| 2002 | 《源頭》                                    | 李·泰勒（S. Lee Taylor）                              | 或稱為《The Surge》。                                                                              | 不適用                               |
| 2003 | 《稻草人杀手》                              | 大衛·麥可·拉特（David Michael Latt）                  | 《稻草人》續集。                                                                                   | 不適用                               |
| 2004 | 《血腥比尔》                                | 拜倫·沃納（Byron Werner）                             | | 不適用                               |
| 2004 | 《丧尸大战吸血鬼》                          | 文斯·達馬托（Vince D'Amato）                          | 或稱為《Carmilla, the Lesbian Vampire》。                                                          | 不適用                               |
| 2004 | 《蟻王殺機》                                | 史都華·戈登                                           | | 不適用                               |
| 2005 | 《野兽拦路》（The Beast of Bray Road）      | 李·史考特（Leigh Scott）                              | | 不適用                               |
| 2005 | 《外星人綁架》                              | 艾瑞克·福斯伯格                                       | | 不適用                               |
| 2005 | 《世界大戰：入侵地球》                      | 大衛·麥可·拉特                                        | 北美地區或稱為《Invasion》、《H. G. Wells' The Worlds in War》。改編自H·G·威爾斯小說《世界大戰》。 | 《世界大戰》                         |
| 2005 | 《遺落的世界》                              | 李·史考特                                             | | 《金剛》                             |
| 2005 | 《鬼神傳奇》                                | 保羅·貝爾斯                                           | | 《活屍禁區》（僅用於標題和海報風格） |
| 2005 | 《复活海盗：血洗海湾》                      | 蓋瑞·瓊斯（Gary Jones）                               | | 不適用                               |
| 2005 | 《尸肉行走》                                | 彼得·梅維斯（Peter Mervis）                           | | 《活屍禁區》                         |
| 2006 | 《火車上有蛇》                              | 彼得·梅維斯（Peter Mervis）                           | | 《飛機上有蛇》                       |
| 2006 | 《破解達文西密碼》                          | 彼得·梅維斯（Peter Mervis）                           | | 《達文西密碼》                       |
| 2006 | 《冷血杀手》                                | 彼得·梅維斯（Peter Mervis）                           | | 《奪命電話》                         |
| 2006 | 《天魔2：獵魔記》（666: The Child）         | 傑克·佩雷斯                                           | | 《天魔》                             |
| 2006 | 《萬聖節驚魂夜》                            | 馬克·阿特金斯（Mark Atkins）                          | | 《月光光心慌慌·殺清光》              |
| 2006 | 《神鬼奇航：天涯海角》                      | 李·史考特                                             | | 《神鬼奇航2：加勒比海盜》            |
| 2006 | 《再闖魔山》                                | 李·史考特                                             | | 《魔山》                             |
| 2006 | 《驅魔神探2》                               | 李·史考特                                             | | 《驅魔》                             |
| 2006 | 《911調查報告》                             | 李·史考特                                             | 改編自九一一襲擊事件。                                                                             | 《聯航93》 《世贸中心》              |
| 2006 | 《龍族》                                    | 李·史考特                                             | | 《俠影魔龍》                         |
| 2007 | 《變形戰兵》                                | 李·史考特                                             | | 《變形金剛》                         |
| 2007 | 《搭車人》                                  | 李·史考特                                             | | 《幽靈終結者2007》                   |
| 2007 | 《異形殺戮：終極戰場》                      | 史考特·哈柏（Scott Harper）                           | | 《異形戰場：適者生存》               |
| 2007 | 《天啟》                                    | 賈斯汀·瓊斯（Justin Jones）                           | | 不適用                               |
| 2007 | 《異種入侵》                                | 賈斯汀·瓊斯（Justin Jones）                           | | 《恐怖拜訪》                         |
| 2007 | 《海底三萬里》                              | 加布里埃爾·博洛尼亞（Gabriel Bologna）                | 改編自朱爾·凡爾納小說《海底两万里》。                                                              | 不適用                               |
| 2007 | 《天魔：野獸》（666: The Beast）            | 尼克·埃伯哈特（Nick Eberhart）                        | 《天魔2：獵魔記》續集。                                                                            | 不適用                               |
| 2007 | 《怪诞秀》                                  | 德魯·貝爾（Drew Bell）                                | 1932年電影《怪胎》的重拍。                                                                         | 不適用                               |
| 2007 | 《最終生還者》                              | 葛里夫·佛斯特                                         | | 《我是傳奇》                         |
| 2008 | 《史前一億年》（100 Million BC）            | 葛里夫·佛斯特                                         | | 《史前一萬年》                       |
| 2008 | 《2012：末日天咒》（2012: Doomsday）        | 尼克·埃伯哈特（Nick Eberhart）                        | | 《決戰末世代》                       |
| 2008 | 《冒險奇兵：骷顱神殿》                      | 馬克·阿特金斯                                         | | 《印第安納瓊斯：水晶骷髏王國》       |
| 2008 | 《絕命尬車手》                              | 羅伊·克尼里姆（Roy Knyrim）                           | | 《絕命尬車》                         |
| 2008 | 《地心冒险记》                              | 史考特·惠勒（Scott Wheeler） 大衛·瓊斯（David Jones） | 或稱為《Journey to Middle Earth》。                                                                | 《地心冒險》                         |
| 2008 | 《柯洛弗東京檔案》                          | 艾瑞克·福斯伯格                                       | | 《科洛弗檔案》                       |
| 2008 | 《玩命街頭∞》                               | 提歐·庫努拉普（Teo Konuralp）                         | | 《玩命關頭3：東京甩尾》              |
| 2008 | 《週日高校音樂劇》（Sunday School Musical） | 瑞秋·李·戈登伯格                                      | 該公司首部家庭歌舞片。                                                                             | 《歌舞青春3：畢業季》                |
| 2008 | 《當地球不再轉動》                          | C·湯瑪斯·哈威爾                                       | | 《當地球停止轉動》                   |
| 2008 | 《世界大戰：全面反擊》                      | C·湯瑪斯·哈威爾                                       | 《H·G·威爾斯的世界大戰》續集。                                                                     | 不適用                               |
| 2009 | 《失落之地：重回侏儸紀》                    | C·湯瑪斯·哈威爾                                       | | 《失落之地》                         |
| 2009 | 《嗜血狂鯊》                                | 傑克·佩雷斯                                           | | 不適用                               |
| 2009 | 《18歲老處女》                              | 塔瑪拉·奧爾森（Tamara Olson）                         | | 《40處男》                           |
| 2009 | 《性福配方》                                | 艾瑞克·福斯伯格                                       | | 不適用                               |
| 2009 | 《決戰火星216號》                           | 馬克·阿特金斯                                         | 在某些歐洲國家更名為《The Martian Colony Wars》。並非對《異星戰場：強卡特戰記》的惡搞。            | 《阿凡达》                           |
| 2009 | 《溫徹斯特鬼屋事件》                        | 馬克·阿特金斯                                         | | 《康乃狄克鬼屋事件》                 |
| 2009 | 《魔鬼終極者》                              | 澤維爾·普斯洛夫斯基（Xavier Puslowski）               | | 《魔鬼終結者：未來救贖》             |
| 2009 | 《變形金鋼3：末日之戰》                     | 史考特·惠勒                                           | 《變形戰兵》前傳。                                                                                 | 《變形金剛：復仇之戰》               |
| 2009 | 《2012地球末日》                            | 安東尼·范克豪瑟（Anthony Fankhauser）                 | 《2012：末日天咒》續集。                                                                           | 《2012》                             |
| 2009 | 《鬼入境》                                  | 肖恩·范·戴克                                          | | 《靈動：鬼影實錄》                   |

## 2010年代
| 年份 | 標題                                                                       | 導演                                                            | 附註                                                                                  | 惡搞或改編對象                          |
| ---- | -------------------------------------------------------------------------- | --------------------------------------------------------------- | ------------------------------------------------------------------------------------- | --------------------------------------- |
| 2010 | 《六把槍》                                                                 | 肖恩·范·戴克                                                    |                                                                                       | 《疤面鬼煞手》 《真實的勇氣》           |
| 2010 | 《鐵達尼噩耗》                                                             | 肖恩·范·戴克                                                    |                                                                                       | 不適用                                  |
| 2010 | 《啦啦第一名》                                                             | 馬克·夸德（Mark Quod）                                          |                                                                                       | 《啦啦隊夏令營》                        |
| 2010 | 《辛巴達勇闖奇島》                                                         | 亞當·西爾弗（Adam Silver） 班·海弗里克（Ben Hayflick）          |                                                                                       | 《波斯王子：时之刃》                    |
| 2010 | 《鬼入境2》                                                                | 安東尼·范克豪瑟                                                 | 或稱為《Paranormal Entity 2: Gacy House》。                                           | 《鬼入鏡》                              |
| 2010 | 《食人魚》                                                                 | 艾瑞克·福斯伯格                                                 |                                                                                       | 《食人魚3D》                            |
| 2010 | 《高空劫難》                                                               | 約翰·「傑」·威利斯三世（John 'Jay' Willis III）                 |                                                                                       | 不適用                                  |
| 2010 | 《福爾摩斯-倫敦大冒險》                                                    | 瑞秋·李·戈登伯格                                                | 含有亞瑟·柯南·道爾創作的角色。                                                        | 《福爾摩斯》                            |
| 2010 | 《辣媽終結者》                                                             | 史考特·惠勒                                                     |                                                                                       | 不適用                                  |
| 2010 | 《現代白鯨記》                                                             | 特里·斯托克斯（Trey Stokes）                                    | 或稱為《2010: Moby Dick》、《Moby Dick: 2010》。改編自赫爾曼·梅爾維爾小說《白鯨記》。 | 不適用                                  |
| 2010 | 《無敵巨鯊VS史前鱷龍》                                                     | 克里斯多夫·道格拉斯-歐倫·雷（Christopher Douglas-Olen Ray）     | 《嗜血狂鯊》續集。                                                                    | 不適用                                  |
| 2011 | 《雷神瑣爾》                                                               | 克里斯多夫·道格拉斯-歐倫·雷（Christopher Douglas-Olen Ray）     |                                                                                       | 《雷神索爾》                            |
| 2011 | 《安娜丽丝：驱魔录像带》                                                   | 裘德·杰拉德·珀斯特（Jude Gerard Perst）                         | 或稱為《Paranormal Entity 3: The Exorcist Tapes》。                                   | 《鬼入鏡3》                             |
| 2011 | 《異形侵略》                                                               | 馬克·阿特金斯                                                   |                                                                                       | 《世界異戰》                            |
| 2011 | 《三劍客》                                                                 | 科爾·麥凱（Cole McKay）                                         | 改編自《三劍客》。                                                                    | 《3D劍客聯盟：雲端之戰》                |
| 2011 | 《时速200英里》                                                            | 科爾·麥凱（Cole McKay）                                         |                                                                                       | 《玩命關頭5》                           |
| 2011 | 《轉世邪靈》                                                               | 基思·艾倫（Keith Allen）                                        |                                                                                       | 《2011年11月11日》                      |
| 2011 | 《2012冰河末日》（2012: Ice Age）                                          | 特拉維斯·福特（Travis Fort）                                    | 《2012地球末日》續集。                                                                | 《明天過後》                            |
| 2011 | 《小電影製片家》                                                           | 何塞·蒙特西諾斯（Jose Montesinos）                              |                                                                                       | 不適用                                  |
| 2011 | 《凶宅實錄》                                                               | 喬治·梅德（George Meed）                                        |                                                                                       | 《陰宅》                                |
| 2011 | 《殭屍啟示錄：救贖》                                                       | 尼克·里昂                                                       |                                                                                       | 不適用                                  |
| 2011 | 《無敵巨蟒VS禁藥狂鱷》                                                     | 瑪莉·藍伯特                                                     |                                                                                       | 不適用                                  |
| 2011 | 《精灵马与公主》                                                           | 瑞秋·李·戈登伯格                                                | 該公司首部沒有透過信仰电影（Faith Film）製作的家庭片。                                | 不適用                                  |
| 2012 | 《白雪公主復仇記》                                                         | 瑞秋·李·戈登伯格                                                |                                                                                       | 《公主與狩獵者》 《白雪公主之魔镜魔镜》 |
| 2012 | 《奪命雙頭鯊》                                                             | 克里斯多夫·雷                                                   |                                                                                       | 不適用                                  |
| 2012 | 《比基尼激情春假》（Bikini Spring Break）                                  | 賈里德·科恩                                                     |                                                                                       | 《放浪青春》                            |
| 2012 | 《屏住呼吸》                                                               | 賈里德·科恩                                                     |                                                                                       | 不適用                                  |
| 2012 | 《活屍獵人：林肯總統》                                                     | 理查·申克曼                                                     |                                                                                       | 《吸血鬼獵人：林肯總統》                |
| 2012 | 《异形起源》                                                               | 馬克·阿特金斯                                                   |                                                                                       | 《普罗米修斯》                          |
| 2012 | 《猛鬼街100號》                                                            | 馬汀·安德森（Martin Anderson）                                  | 或稱為《Paranormal Entity 4: The Awakening》。                                        | 《灵动：鬼影实录4》                     |
| 2012 | 《美國超級艦隊》                                                           | 桑德·列文                                                       | 因法律問題，標題從《American Battleship》改名。                                       | 《超級戰艦》                            |
| 2012 | 《霍比特人时代》                                                           | 約瑟夫·勞森（Joseph Lawson）                                    | 因法律問題，標題從《Age of the Hobbits》改名；也被稱為《Lord of the Elves》。         | 《哈比人：意外旅程》                    |
| 2012 | 《納粹殭屍》                                                               | 約瑟夫·勞森（Joseph Lawson）                                    | 在英國更名為《Bloodstorm》。                                                          | 《钢铁苍穹》                            |
| 2012 | 《活屍崛起》                                                               | 尼克·里昂                                                       |                                                                                       | 不適用                                  |
| 2012 | 《鬼屋惊魂》（The Haunting of Whaley House）                               | 荷西·潘德斯（Jose Prendes）                                     |                                                                                       | 不適用                                  |
| 2012 | 《厲嬰》                                                                   | 賈里德·科恩                                                     | 《轉世邪靈》續集。                                                                    | 不適用                                  |
| 2013 | 《美國式搏擊》（Barrio Brawler）                                           | 何塞·蒙特西諾斯                                                 |                                                                                       | 不適用                                  |
| 2013 | 《零下100度》（100 Degrees Below Zero）                                    | R·D·布勞恩施泰因（R. D. Braunstein）                            |                                                                                       | 不適用                                  |
| 2013 | 《愛愛全都錄》                                                             | 史考特·惠勒                                                     |                                                                                       | 不適用                                  |
| 2013 | 《血祭末日》                                                               | 詹姆斯·C·布雷塞克（James C.Bressack）                           |                                                                                       | 不適用                                  |
| 2013 | 《全面毀滅：狂風500哩》（500 Mph Storm）                                   | 丹尼爾·盧斯科（Daniel Lusko）                                   |                                                                                       | 不適用                                  |
| 2013 | 《地球之後》                                                               | 桑德·列文                                                       |                                                                                       | 《地球過後》 《遺落戰境》               |
| 2013 | 《小狗當家》                                                               | 喬·勞森（Joe Lawson）                                           | 劇情與1990年電影《小鬼當家》相似。                                                    | 不適用                                  |
| 2013 | 《匈奴王阿提拉》（Attila）                                                 | 伊曼紐爾·伊提                                                   |                                                                                       | 不適用                                  |
| 2013 | 《環大西洋》                                                               | 賈里德·科恩                                                     | 或稱為《Attack From Beneath》。                                                       | 《环太平洋》                            |
| 2013 | 《人肉滿屋》                                                               | 安東尼·費蘭提                                                   |                                                                                       | 《女巫獵人》                            |
| 2013 | 《風飛鯊》                                                                 | 安東尼·費蘭提                                                   |                                                                                       | 不適用                                  |
| 2013 | 《傑克與飛天城堡》                                                         | 馬克·阿特金斯                                                   |                                                                                       | 《傑克：巨人戰紀》                      |
| 2013 | 《社交夢魘》（Social Nightmare）                                           | 馬克·夸德                                                       |                                                                                       | 不適用                                  |
| 2013 | 《新世紀恐龍冒險》                                                         | 約瑟夫·勞森                                                     |                                                                                       | 不適用                                  |
| 2014 | 《明日時代》（Age of Tomorrow）                                            | 詹姆斯·康德利克（James Kondelik）                               |                                                                                       | 《明日邊界》                            |
| 2014 | 《飛機大戰活火山》（Airplane vs. Volcano）                                 | 詹姆斯·康德利克（James Kondelik）                               |                                                                                       | 不適用                                  |
| 2014 | 《宿舍保衛戰》（Alpha House）                                              | 雅各布·庫尼（Jacob Cooney）                                     |                                                                                       | 《惡鄰纏身》                            |
| 2014 | 《機器特警》                                                               | 馬克·阿特金斯                                                   |                                                                                       | 《機器戰警》                            |
| 2014 | 《龐貝末日》                                                               | 班·德馬里（Ben Demaree）                                        | 《零下100度》續集。                                                                   | 《龐貝末日：天火焚城》                  |
| 2014 | 《復仇美眉》                                                               | 勞倫斯·西爾弗斯坦（Lawrence Silverstein）                       |                                                                                       | 不適用                                  |
| 2014 | 《末日倒數：行星浩劫》（Asteroid vs. Earth）                               | 克里斯多夫·雷                                                   |                                                                                       | 不適用                                  |
| 2014 | 《浴血救援》                                                               | 克里斯多夫·雷                                                   |                                                                                       | 《浴血任務3》                           |
| 2014 | 《百慕達異戰》                                                             | 尼克·里昂                                                       | 或稱為《American Warships 2》。                                                       | 不適用                                  |
| 2014 | 《海克力士：重生》（Hercules Reborn）                                      | 尼克·里昂                                                       |                                                                                       | 《宙斯之子：赫拉克勒斯》 《大力戰神》   |
| 2014 | 《女監風雲》（Jailbait）                                                   | 賈里德·科恩                                                     |                                                                                       | 《勁爆女子監獄》                        |
| 2014 | 《無敵巨鯊大戰機甲猛鯊》                                                   | 埃米爾·愛德溫·史密斯（Emile Edwin Smith）                       | 《無敵巨鯊VS史前鱷龍》續集。                                                          | 不適用                                  |
| 2014 | 《風飛鯊2》                                                                | 安東尼·費蘭提                                                   | 《風飛鯊》續集。                                                                      | 不適用                                  |
| 2014 | 《睡美人》（Sleeping Beauty）                                              | 卡斯柏·范狄恩                                                   |                                                                                       | 《黑魔女：沉睡魔咒》                    |
| 2014 | 《食人鰻》                                                                 | 詹姆士·庫倫·布萊斯薩克                                          |                                                                                       | 不適用                                  |
| 2014 | 《怒火特攻》                                                               | 約瑟夫·勞森                                                     |                                                                                       | 《怒火特攻隊》                          |
| 2014 | 《殭屍國度》                                                               | 卡爾·謝佛 克雷格·恩格勒（Craig Engler）                         | 該公司首部電視劇。                                                                    | 不適用                                  |
| 2014 | 《圣诞爪》（Santa Claws）                                                  | 格倫·米勒（Glen R. Miller）                                     |                                                                                       | 不適用                                  |
| 2015 | 《公主復仇者》                                                             | 傑里米·英曼（Jeremy M.Inman）                                   |                                                                                       | 《復仇者聯盟2：奧創紀元》 《童话镇》    |
| 2015 | 《捆綁我愛著我》                                                           | 賈里德·科恩                                                     |                                                                                       | 《格雷的五十道陰影》                    |
| 2015 | 《進擊巨人大戰無敵猛鯊》                                                   | 克里斯多夫·雷                                                   | 《無敵巨鯊大戰機甲猛鯊》續集。                                                        | 《進擊的巨人》                          |
| 2015 | 《追殺女巫獵人》                                                           | 班·德馬里                                                       | 《人肉滿屋》續集。                                                                    | 不適用                                  |
| 2015 | 《瘋狂麥屍：憤怒戰》（Road Wars）                                          | 馬克·阿特金斯                                                   |                                                                                       | 《瘋狂麥斯：憤怒道》                    |
| 2015 | 《大加州地震》（San Andreas Quake）                                        | 約翰·鮑姆加特納（John Baumgartner）                             |                                                                                       | 《末日崩塌》                            |
| 2015 | 《風飛鯊3：麥擱鬧啊！》                                                    | 安東尼·費蘭提                                                   | 《風飛鯊2》續集。                                                                     | 不適用                                  |
| 2015 | 《時空攔截：二戰英豪》（Flight World War II）                              | 埃米爾·愛德溫·史密斯                                            |                                                                                       | 不適用                                  |
| 2015 | 《奪命三頭鯊》                                                             | 克里斯多夫·雷                                                   | 《奪命雙頭鯊》續集。                                                                  | 不適用                                  |
| 2015 | 《絕境救援》                                                               | 史考特·惠勒                                                     |                                                                                       | 《絕地救援》                            |
| 2016 | 《辛巴達：決戰復仇女神》（Sinbad and the War of the Furies）               | 史考特·惠勒                                                     |                                                                                       | 不適用                                  |
| 2016 | 《屍控動物園》                                                             | 格倫·米勒                                                       |                                                                                       | 《困獸之地》 《狸老屍卡好》             |
| 2016 | 《風飛鯊4：鯊力覺醒》                                                      | 安東尼·費蘭提                                                   | 《風飛鯊3：麥擱鬧啊！》續集。                                                         | 不適用                                  |
| 2016 | 《海洋總動員：伊莉去哪兒？》                                               | 沙夏·布洛（Sasha Burrow）                                       | 該公司首部動畫電影。                                                                  | 《海底總動員2：多莉去哪兒？》           |
| 2016 | 《賓漢：王者爭霸》（In the Name of Ben-Hur）                               | 尼克·里昂                                                       |                                                                                       | 《賓漢》                                |
| 2016 | 《ID4星際再生》                                                            | 勞拉·貝絲·洛夫（Laura Beth Love）                               |                                                                                       | 《ID4星際重生》                         |
| 2016 | 《嗜血小紅帽》                                                             | 賈里德·科恩                                                     |                                                                                       | 《血紅帽》                              |
| 2016 | 《自殺突襲隊》（Sinister Squad）                                           | 傑里米·英曼                                                     | 與《公主復仇者》共享同宇宙。                                                          | 《自殺突擊隊》                          |
| 2016 | 《魔鬼勀星》                                                               | 佩里·雷金納德·特奧（Pearry Reginald Teo）                       |                                                                                       | 《魔鬼剋星》                            |
| 2016 | 《死亡七人組》                                                             | 丹尼·魯（Danny Roew）                                           |                                                                                       | 《絕地7騎士》                           |
| 2016 | 《魔法精靈》（Trolland）                                                   | 羅恩·索頓（Ron Thorton）                                        |                                                                                       | 《魔髮精靈》                            |
| 2016 | 《鯊球崛起：終極決戰》（Planet of the Sharks）                             | 馬克·阿特金斯                                                   |                                                                                       | 《人猿星球》                            |
| 2017 | 《侏儸紀學園》（Jurassic School）                                          | 馬克·阿特金斯                                                   |                                                                                       | 不適用                                  |
| 2017 | 《冰鯊血地》（Ice Sharks）                                                 | 埃米爾·愛德溫·史密斯                                            |                                                                                       | 不適用                                  |
| 2017 | 《变态妹夫》（Blood Brothers）                                             | 何塞·蒙特西諾斯                                                 | 或稱為《Psycho Brother-in-Law》。                                                     | 不適用                                  |
| 2017 | 《被遺忘的罪惡》（Forgotten Evil）                                         | 安東尼·費蘭提                                                   |                                                                                       | 不適用                                  |
| 2017 | 《女監風雲：全面監禁》（Locked Up）                                        | 賈里德·科恩                                                     |                                                                                       | 不適用                                  |
| 2017 | 《邪恶的牧师》（Sinister Minister）                                        | 何塞·蒙特西諾斯                                                 |                                                                                       | 不適用                                  |
| 2017 | 《超世紀爭霸：王者再臨》（King Arthur and the Knights of the Round Table） | 賈里德·科恩                                                     |                                                                                       | 《亞瑟：王者之劍》                      |
| 2017 | 《風飛鯊5：全球逆襲》                                                      | 安東尼·費蘭提                                                   | 《風飛鯊4：鯊力覺醒》續集。                                                           | 不適用                                  |
| 2017 | 《大洪水：毀天滅地》（Oceans Rising）                                      | 亞當·利普修斯（Adam Lipsius）                                   |                                                                                       | 不適用                                  |
| 2017 | 《極限關頭》（The Fast and the Fierce）                                    | 羅恩·桑頓（Ron Thornton）                                       |                                                                                       | 《玩命關頭8》                           |
| 2017 | 《邪惡的保姆》（Evil Nanny）                                               | 賈里德·科恩                                                     |                                                                                       | 不適用                                  |
| 2017 | 《噩梦般的婚礼》（Nightmare Wedding）                                      | 何塞·蒙特西諾斯                                                 |                                                                                       | 不適用                                  |
| 2017 | 《氣候戰》（Geo-Disaster）                                                 | 桑德·列文                                                       |                                                                                       | 《氣象戰》                              |
| 2017 | 《疯狂汽车城》（CarGo）                                                    | 詹姆士·庫倫·布萊斯薩克                                          |                                                                                       | 《Cars 3：閃電再起》                    |
| 2017 | 《奪命5頭鯊》                                                              | 克里斯多夫·雷                                                   | 《奪命三頭鯊》續集。                                                                  | 不適用                                  |
| 2017 | 《絕鯊帝國》（Empire of the Sharks）                                       | 馬克·阿特金斯                                                   | 《鯊球崛起：終極決戰》續集。                                                          | 不適用                                  |
| 2017 | 《異型：聖約》（Alien Convergence）                                        | 羅伯·帕拉提納（Rob Pallatina）                                  |                                                                                       | 《異形：聖約》                          |
| 2017 | 《敦克爾克大作戰》（Operation Dunkirk）                                    | 尼克·里昂                                                       |                                                                                       | 《敦克爾克大行動》                      |
| 2017 | 《奧德賽：戰神傳奇》（Troy The Odyssey）                                   | 泰金·吉根（Tekin Girgin）                                       |                                                                                       | 不適用                                  |
| 2018 | 《喋血外星人》（Alien Siege）                                              | 羅伯·帕拉提納                                                   |                                                                                       | 不適用                                  |
| 2018 | 《末日風暴》（End of the World）                                           | 馬克米利安·埃爾費特（Maximilian Elfeldt）                       |                                                                                       | 不適用                                  |
| 2018 | 《飛機上有鬼》（Flight 666）                                               | 羅伯·帕拉提納                                                   |                                                                                       | 不適用                                  |
| 2018 | 《鉅齒鯊》（Megalodon）                                                    | 詹姆斯·湯瑪斯（James Thomas）                                   |                                                                                       | 《巨齒鯊》                              |
| 2018 | 《環大西洋2：重生時刻》                                                    | 賈里德·科恩                                                     | 《環大西洋》續集。                                                                    | 《環太平洋2：起義時刻》                 |
| 2018 | 《古墓騎兵》（Tomb Invader）                                               | 詹姆斯·湯瑪斯                                                   | 或稱為《Tomb Hunter》、《The Tomb - Heart of the Dragon》。                           | 《古墓丽影：源起之战》                  |
| 2018 | 《復仇者同盟：時限之戰》                                                   | 馬克米利安·埃爾費特                                             | 《公主復仇者》續集。                                                                  | 《復仇者聯盟3：無限之戰》 《童話鎮》    |
| 2018 | 《奪命六頭鯊》（6-Headed Shark Attack）                                    | 馬克·阿特金斯                                                   | 《奪命5頭鯊》續集。                                                                   | 不適用                                  |
| 2018 | 《侏儸紀世界：三疊紀國度》（Triassic World）                               | 迪倫·沃克斯（Dylan Vox）                                        |                                                                                       | 《侏羅紀世界：殞落國度》                |
| 2018 | 《風飛鯊6：最終章》                                                        | 安東尼·費蘭提                                                   | 《風飛鯊5：全球逆襲》續集。                                                           | 不適用                                  |
| 2018 | 《終極異形：掠奪者》（Alien Predator）                                     | 賈里德·科恩                                                     |                                                                                       | 《終極戰士：掠奪者》                    |
| 2018 | 《大君主行動：納粹死亡實驗》（Nazi Overlord）                              | 羅伯·帕拉提納                                                   |                                                                                       | 《大君主行動》                          |
| 2018 | 《大黄蜂金剛》（Hornet）                                                   | 詹姆斯·康德利克（James Kondelik） 喬恩·康德利克（Jon Kondelik） |                                                                                       | 《大黃蜂》                              |
| 2019 | 《大加州地震2：末日倒數》（San Andreas Mega Quake）                        | H·M·科克利（H.M. Coakley）                                      | 《大加州地震》續集。                                                                  | 《末日崩塌》                            |
| 2019 | 《冰封啟示錄》（Arctic Apocalypse）                                        | 艾瑞克·保羅·埃里克森                                            |                                                                                       | 《明天過後》                            |
| 2019 | 《妈妈永远不会伤害你的》（Mommy Would Never Hurt You）                     | 丹尼爾·盧斯科                                                   |                                                                                       | 《利器》                                |
| 2019 | 《黑暗夏日》                                                               | 約翰·海姆斯                                                     | 《殭屍國度》前傳電視劇。                                                              | 不適用                                  |
| 2019 | 《屍控動物園2》（Zoombies 2）                                              | 格倫·米勒                                                       | 《屍控動物園》前傳。                                                                  | 《困獸之地》 《禁入墳場》               |
| 2019 | 《決戰：怪獸之王》                                                         | 馬克·阿特金斯                                                   |                                                                                       | 《哥吉拉 II 怪獸之王》                  |
| 2019 | 《阿拉丁：冒險傳奇》（Adventures of Aladdin）                              | 格倫·坎貝爾（Glenn Campbell）                                   |                                                                                       | 《阿拉丁》                              |
| 2019 | 《它：第三章》（Clown）                                                    | 艾瑞克·福斯伯格                                                 |                                                                                       | 《牠：第二章》                          |
| 2019 | 《登陆日：猛犬连》（D-Day）                                                | 尼克·里昂                                                       |                                                                                       | 《決戰中途島》                          |
| 2019 | 《神經病閨蜜》（American Psychos）                                         | 賈里德·科恩                                                     | 或稱為《Psycho BFF》。                                                                | 不適用                                  |
| 2019 | 《現在醫生要殺了你》（The Doctor Will Kill You Now）                       | 羅伯·帕拉提納                                                   | 或稱為《Doctor Death》。                                                              | 不適用                                  |
| 2019 | 《蠻荒遊戲：全面晉級》（The Final Level: Escaping Rancala）                | 卡伊欧·普利斯（Canyon Prince）                                  |                                                                                       | 《野蠻遊戲：全面晉級》                  |
| 2019 | 《耶誕童話》（Christmas Belles）                                           | 泰芮·J·范恩                                                     |                                                                                       | 不適用                                  |
| 2019 | 《美女与野兽的圣诞节》（A Beauty & The Beast Christmas）                   | 迪倫·沃克斯                                                     |                                                                                       | 不適用                                  |

## 2020年代
| 年份 | 標題                                                            | 導演                                          | 附註                                                                 | 惡搞或改編對象                            |
| ---- | --------------------------------------------------------------- | --------------------------------------------- | -------------------------------------------------------------------- | ----------------------------------------- |
| 2020 | 《異星爭霸戰》（Battle Star Wars）                              | 詹姆斯·湯瑪斯                                 |                                                                      | 《STAR WARS：天行者的崛起》               |
| 2020 | 《四分之一的魔法》（Homeward）                                  | 麥可·強生（Michael Johnson）                  |                                                                      | 《1/2的魔法》                             |
| 2020 | 《我的噩夢房東》（My Nightmare Landlord）                       | 迪倫·沃克斯                                   |                                                                      | 不適用                                    |
| 2020 | 《天劫：末日倒數》（Collision Earth）                           | 馬修·博達（Matthew Boda）                     |                                                                      | 不適用                                    |
| 2020 | 《玩命街頭：9死一生》（Fast and Fierce: Death Race）            | 賈里德·科恩                                   | 《極限關頭》續集。                                                   | 《玩命關頭9》                             |
| 2020 | 《捍衛勇士：獨行客》（Top Gunner）                              | 丹尼爾·盧斯科                                 |                                                                      | 《捍衛戰士：獨行俠》                      |
| 2020 | 《鯊魚沒有假期》（Shark Season）                                | 賈里德·科恩                                   |                                                                      | 不適用                                    |
| 2020 | 《魔物獵人團》（Monster Hunters）                               | 布倫丹·佩特里佐（Brendan Petrizzo）           |                                                                      | 《魔物獵人》                              |
| 2020 | 《末日倒數：冰凍世紀》（Apocalypse of Ice）                     | 馬克米利安·埃爾費特                           |                                                                      | 《明天過後》                              |
| 2020 | 《末日天劫》（Asteroid-a-geddon）                               | 傑夫·梅德（Geoff Meed）                       |                                                                      | 不適用                                    |
| 2020 | 《危機對決》（Airliner Sky Battle）                             | 羅伯·帕拉提納                                 |                                                                      | 不適用                                    |
| 2020 | 《維也納的聖誕節》（Christmas in Vienna）                       | 麥克蘭·尼爾森（Maclain Nelson）               |                                                                      | 不適用                                    |
| 2020 | 《美人霍丽》（Beaus of Holly）                                  | 安東尼·費蘭提                                 |                                                                      | 不適用                                    |
| 2020 | 《月球墜落》（Meteor Moon）                                     | 布萊恩·諾瓦克（Brian Nowak）                  |                                                                      | 《月球隕落》                              |
| 2021 | 《獵殺三疊紀》（Triassic Hunt）                                 | 杰拉爾德·拉西奧納托（Gerald Rascionato）      | 《侏儸紀世界：三疊紀國度》續集。                                     | 不適用                                    |
| 2021 | 《星際反擊戰》（Alien Conquest）                                | 馬里奧·博納辛（Mario N. Bonassin）            |                                                                      | 不適用                                    |
| 2021 | 《金剛大戰巨蜥王》                                              | 丹尼爾·盧斯科                                 |                                                                      | 《哥吉拉大戰金剛》                        |
| 2021 | 《屍控水族館》                                                  | 格倫·米勒                                     | 《屍控動物園2》續集。                                                | 《困獸之地》 《禁入墳場》                 |
| 2021 | 《PT-218怒海悍將》（The Rebels of PT-218）                      | 尼克·里昂                                     |                                                                      | 不適用                                    |
| 2021 | 《丛林巡航》（Jungle Run）                                      | 諾亞·盧克                                     |                                                                      | 《叢林奇航》                              |
| 2021 | 《沙丘星球》（Planet Dune）                                     | 格倫·坎貝爾                                   |                                                                      | 《沙丘》                                  |
| 2021 | 《大蟲》（Insect）                                              | 里卡多·保萊蒂                                 |                                                                      | 不適用                                    |
| 2021 | 《魔鬼百慕達》（Devil's Triangle）                              | 布倫丹·佩特里佐                               |                                                                      | 不適用                                    |
| 2021 | 《無敵蛇王》（Megaboa）                                         | 馬里奧·博納辛                                 |                                                                      | 不適用                                    |
| 2021 | 《浪逃鯊》（Swim）                                              | 賈里德·科恩                                   |                                                                      | 不適用                                    |
| 2021 | 《鉅齒鯊2：巨獸崛起》（Megalodon Rising）                       | 布萊恩·諾瓦克                                 | 《鉅齒鯊》續集。                                                     | 《巨齒鯊2》                               |
| 2022 | 《月球崩落》（Moon Crash）                                      | 諾亞·盧克                                     |                                                                      | 《月球隕落》 《千萬別抬頭》               |
| 2022 | 《魔必死：吸血鬼始祖》（Dracula: The Original Living Vampire）  | 馬克米利安·埃爾費特                           |                                                                      | 《魔比斯》                                |
| 2022 | 《鐵達尼號666》                                                 | 尼克·里昂                                     | 《鐵達尼噩耗》續集。                                                 | 《666工作室》                             |
| 2022 | 《末日四騎士》（4 Horsemen: Apocalypse）                        | 傑夫·梅德                                     |                                                                      | 不適用                                    |
| 2022 | 《捍衛勇士：獨行禁區》（Top Gunner: Danger Zone）               | 格倫·米勒                                     | 《捍衛勇士：獨行客》續集。首部美國有限上映（五間戲院）的瘋人院電影。 | 《捍衛戰士：獨行俠》                      |
| 2022 | 《侏儸紀天下：統霸世界》（Jurassic Domination）                 | 布萊恩·諾瓦克                                 |                                                                      | 《侏羅紀世界：統霸天下》                  |
| 2022 | 《雷神梭爾：愛與雷電》（Thor: God of Thunder）                  | 諾亞·盧克                                     |                                                                      | 《雷神索爾：愛與雷霆》                    |
| 2022 | 《月球鯊魚面》（Shark Side of the Moon）                        | 格倫·坎貝爾                                   |                                                                      | 不適用                                    |
| 2022 | 《孑彈列車》（Bullet Train Down）                               | 布萊恩·諾瓦克                                 |                                                                      | 《子彈列車》 《生死时速》                 |
| 2022 | 《鲨戮海域》（Shark Water）                                     | 賈登·卡爾（Jadon Cal）                        |                                                                      | 不適用                                    |
| 2022 | 《無頭騎士》（Headless Horseman）                               | 荷西·潘德斯                                   |                                                                      | 不適用                                    |
| 2022 | 《阿丸達：水之戰》（Battle for Pandora）                        | 諾亞·盧克                                     |                                                                      | 《阿凡達：水之道》                        |
| 2022 | 《怪獸的多重宇宙》                                              | 麥可·蘇（Michael Su）                         | 以瘋人院所有怪物為特色的跨界電影，同時也是公司成立25週年的紀念之作。 | 不適用                                    |
| 2022 | 《進擊的泰坦》（Attack on Titan）                               | 諾亞·盧克                                     |                                                                      | 不適用                                    |
| 2023 | 《金剛戰金鋼》（Ape vs. Mecha Ape）                             | 馬爾克·戈特利布                               | 《金剛大戰巨蜥王》續集。                                             | 《哥吉拉大戰金剛》                        |
| 2023 | 《小魚美人》（The Little Mermaid）                              | 麥可·強生                                     |                                                                      | 《小美人魚》                              |
| 2023 | 《百變獸王》（Transmorphers: Mech Beasts）                      | 麥可·蘇                                       | 《變形金鋼3：末日之戰》續集。                                        | 《變形金剛：萬獸崛起》                    |
| 2023 | 《终结时分》（End Times）                                       | 吉姆·托恩斯（Jim Towns）                      |                                                                      | 《最後生還者》                            |
| 2023 | 《風飛鯊：十週年紀念版》（Sharknado: 10th Anniversary Edition） | 安東尼·費蘭提                                 | 《風飛鯊》十週年紀念之作，添加了全新特效以及刪減鏡頭。               | 不適用                                    |
| 2023 | 《史前巨鯊：鯊無赦》（Megalodon: The Frenzy）                   | 布倫丹·彼得里佐                               | 《鉅齒鯊》續集。                                                     | 《巨齒鯊2：海溝深淵》                     |
| 2023 | 《驅魔大法師：信眾》（The Exorcists）                           | 荷西·潘德斯                                   |                                                                      | 《大法師：信徒》                          |
| 2023 | 《外星人启示录》（Alien Apocalypse）                            | 阿德里安·阿維拉（Adrian Avila）               |                                                                      | 不適用                                    |
| 2023 | 《捍衛勇士：美俄開戰》（Top Gunner: America vs. Russia）        | 克里斯多夫·雷                                 | 《捍衛勇士：獨行禁區》續集。                                         | 不適用                                    |
| 2024 | 《怪物大乱捣》（Monster Mash）                                  | 荷西·潘德斯                                   |                                                                      | 不適用                                    |
| 2024 | 《白雪公主与七武士》（Snow White and the Seven Samurai）        | 麥可·蘇                                       |                                                                      | 《白雪公主》                              |
| 2024 | 《金剛與金鋼：新國度》（Ape x Mecha Ape: New World Order）      | 馬爾克·戈特利布                               | 《金剛戰金鋼》續集。                                                 | 《哥吉拉與金剛：新帝國》                  |
| 2024 | 《地震逃生》（Earthquake Underground）                          | 布萊恩·諾瓦克                                 |                                                                      | 不適用                                    |
| 2024 | 《芙力毆沙：瘋狂麥屍傳奇篇章》（Road Wars: Max Fury）           | 馬克·阿特金斯                                 | 《瘋狂麥屍：憤怒戰》續集。                                           | 《芙莉歐莎：瘋狂麥斯傳奇篇章》            |
| 2024 | 《異型：羅比孔》（Alien Rubicon）                               | 阿德里安·阿維拉                               |                                                                      | 《異形：羅穆路斯》                        |
| 2024 | 《D日24小时倒计时》（24 Hours to D-Day）                        | 門羅·羅伯遜                                   |                                                                      | 不適用                                    |
| 2024 | 《女巫猎人》（Witch Hunter）                                    | 馬克·戈特利布                                 |                                                                      | 不適用                                    |
| 2024 | 《鬼神戰士》（Gladiators）                                      | 克里斯多福·威廉·約翰遜                        |                                                                      | 《神鬼戰士II》                            |
| 2024 | 《龍捲風末日》                                                  | 麥可·蘇                                       |                                                                      | 《龍捲風暴》                              |
| 2024 | 《太鱷毒》                                                      | 克里斯多夫·雷                                 |                                                                      | 《熊蓋毒》                                |
| 2024 | 《夺命异教徒》（Heretics）                                      | 荷西·潘德斯                                   |                                                                      | 《異教詭屋》                              |
| 2025 | 《时光遗忘之地》（The Land That Time Forgot）                   | 安東尼·弗里斯（Anthony Frith）                |                                                                      | 《侏羅紀世界：重生》 《被时间遗忘的土地》 |
| 2025 | 《二战黑豹》（Black Panthers of WWII）                          | 麥可·菲利普·愛德華（Michael Phillip Edwards） |                                                                      | 不適用                                    |
| 2025 | 《恐怖猴玩偶》（The Jolly Monkey）                              | 萊恩·艾伯特                                   |                                                                      | 《史蒂芬·金之猴子》                       |
| 2025 | 《白雪公主與七個小矮人》（Snow White and the 7 Dwarfs）         | 艾瑞卡·杜克、麥可·詹森                        |                                                                      | 《白雪公主》                              |
| 2025 | 《芭蕾女刺客》（Ballerina Assassin）                            | 麥可·蘇                                       |                                                                      | 《捍衛任務：復仇芭蕾》                    |
| 2025 | 《災難打擊部隊》（Disaster Strike Force）                       |                                               |                                                                      | 不適用                                    |
| 2025 | 《飛機2025》（Airplane 2025）                                   | 阿德里安·阿維拉                               |                                                                      | 不適用                                    |
| 2025 | 《摩根：杀手娃娃》（Morgan: Killer Doll）                       | 荷西·潘德斯                                   |                                                                      | 《人工殺姬2.0》                           |
| 2025 | 《侏罗纪：重生》（Jurassic Reborn）                             | 馬賽·沃茨（Marcel Walz）                      |                                                                      | 《侏羅紀世界：重生》                      |